# 风尘三侠之红拂女
《风尘三侠之红拂女》片长30集，是描写隋末唐初时虬髯客、李靖、红拂女三人（风尘三侠）的传奇电视剧，由崔宝珠製作，王子鸣监制，梁德華、袁祥仁、黎繼強执导。该片于2005年4月3日開始在涿州拍摄，2006年首播。

## 演员
| 演员   | 角色     |
| 舒淇   | 红拂女   |
| 霍建华 | 李靖     |
| 于荣光 | 虬髯客   |
| 郑则士 | 杨素     |
| 贾乃亮 | 杨玄感   |
| 江华   | 独孤城   |
| 李俊锋 | 李世民   |
| 侯勇   | 李渊     |
| 王星凯 | 李元吉   |
| 姚采颖 | 平阳公主 |
| 庞庸之 | 程咬金   |
| 董志华 | 李可     |
| 刘芸   | 尺素     |
| 司光敏 | 花夫人   |
| 罗湘晋 | 抱琴     |

## 電視劇歌曲
| 曲序 | 曲目               | 演唱   |
| ---- | ------------------ | ------ |
| 1.   | 《红尘》（片頭曲） | 李翊君 |
| 2.   | 《真的》（片尾曲） | 张韶涵 |

## 工作人員
- 製作人：崔寶珠
- 監製：王子鳴
- 導演：梁德華、袁祥仁、黎繼強
- 武術指導：袁家班
- 服裝造型：陳顧芳
- 出品公司：北京東王文化發展有限公司、北京慈文影視製作公司、北京華夏視聽在線文化發展有限公司

## 外部連結
- 新浪網《風塵三俠之紅拂女》專題網站 （页面存档备份，存于）
- 搜狐网专题 （页面存档备份，存于）
- 互联网电影数据库（IMDb）上《风尘三侠之红拂女》的资料（英文）